# Trần Kiều Ân
Trần Kiều Ân (Tiếng Anh: Joe Chen; chữ Hán phồn thể: 陳喬恩; chứ Hán giản thể: 陈乔恩; Bính âm: Chénqiáo'ēn; sinh ngày 4 tháng 4 năm 1979) là một nữ diễn viên, ca sĩ và người mẫu Đài Loan. Cô từng là đồng trưởng nhóm của nhóm nhạc nữ Đài Loan 7 Flowers và là thành viên nữ đầu tiên của công ty quản lý Jungiery.
Năm 2005, cô tham gia bộ phim "Hoàng tử ếch", bộ phim đạt rating kỉ lục khiến tên tuổi của cô và các bạn diễn từ vô danh đến lan rộng ra khắp Trung Quốc đại lục
Năm 2008, tại lễ trao giải Chuông Vàng lần thứ 43, Trần Kiều Ân được đề cử Nữ diễn viên xuất sắc nhất (Hạng mục phim truyền hình) với vai diễn trong bộ phim Đêm định mệnh.

## Đời tư
Trần Kiều Ân gặp người chồng hiện tại Alan thông qua một show hẹn hò Tình yêu của người con gái mùa 2 năm 2019. Ngày 31 tháng 3 năm 2022, họ đăng ký kết hôn. Cô tiết lộ cô đăng ký kết hôn vào ngày đó theo lời của cha chồng. Ông từng muốn cả hai kết hôn vào năm 2021, nhưng do Đại dịch COVID-19 nên hai người đã phải hoãn lại một năm.
Alan tên thật là Tằng Vỹ Xương, sinh năm 1988 tại Malaysia. Gia đình anh kinh doanh thực phẩm chức năng, có khối gia sản lớn. Alan kém Trần Kiều Ân 9 tuổi. Quan hệ tình cảm của Trần Kiều Ân và Alan từng bị phản đối vì thiếu gia người Malaysia lộ cuộc sống riêng tư hỗn loạn, quan hệ với gái mại dâm và vũ nữ thoát y.

## Sự nghiệp
Năm 2001, cô bắt đầu sự nghiệp với vai trò là một người mẫu và trợ lý. Năm 2002, cô trở thành MC đầu tiên trong chương trình 中國那麼大 của đài Sanlih E-Television (SET). Từ đây, cô cũng bắt đầu sự nghiệp diễn xuất với vai diễn đầu tay trong bộ phim Người tình MVP. Cuối năm 2002, cô trở thành MC trong chương trình 綜藝旗艦 của đài TTV với Ngô Tông Hiến.
Năm 2003, hợp đồng giữa cô với công ty quản lý Jungiery Star bị hoãn lại 6 tháng. Năm 2004, cô trở thành đồng trưởng nhóm của nhóm nhạc nữ mới mang tên 7 Flowers.
Từ năm 2004 đến năm 2005, cô đóng vai nữ chính trong nhiều bộ phim truyền hình như Ngàn vàng tiểu thư, Yêu phải nàng thiên kim và Hoàng tử ếch. Cuối năm 2005, cô là MC trong chương trình Treasure Hunter với Tăng Quốc Thành (曾國城) và xuất hiện với vai trò khách mời trong bộ phim truyền hình Philippines "Sugo".
Năm 2006, cô làm người dẫn chương trình cho chương trình "Manly Chef" với Tăng Quốc Thành. Cũng trong năm này, cô tham gia bộ phim "Oẳn tù tì" với thành viên của nhóm 5577 và 183 Club, Vương Thiệu Vỹ.
Năm 2007, cô và bạn diễn Minh Đạo tái hợp trong bộ phim truyền hình Anh Dã 3+1, bên cạnh thành viên nhóm 5566 Hứa Mạnh Triết và Hoàng Chí Vỹ.
Năm 2008, cô thủ vai chính trong bộ phim truyền hình Đêm định mệnh hợp tác với Nguyễn Kinh Thiên (阮經天) và Trần Sở Hà (陳楚河). Đồng thời cũng trong năm này, cô xuất bản quyển sách đầu tay mang tựa đề 乔见没 Joe See Or Not See.
Năm 2009, Trần Kiều Ân chuyển hướng sang phát triển sự nghiệp ở Trung Quốc và là nữ chính đóng phim The Girl In Blue cùng Khưu Trạch và Phùng Thiệu Phong.
Năm 2010, cô là nữ chính trong phim Kích lãng thanh xuân cùng Huỳnh Hiểu Minh. Năm 2011, cô đóng phim điện ảnh 3 giọt nước mắt cùng Đậu Kiêu và nữ chính phim truyền hình Đẳng cấp quý cô cùng Trương Hàn.
Năm 2012, Trần Kiều Ân đóng vai chính trong vở kịch " Cô gái trên cây sa kê" và giành giải thưởng phim Danny thứ tư cho Nữ diễn viên xuất sắc nhất. Năm 2013: Tham gia phim Tân Tiếu ngạo giang hồ vai Đông Phương Bất Bại
Năm 2024, Trần Kiều Ân tham gia bộ phim cổ trang Mặc Vũ Vân Gian đóng vai Quý Thục Nhiên, là mẹ kế nữ chính.

#### 7 Flowers
Lúc đầu, khi mới thành lập năm 2004, 7 Flowers có tổng cộng 7 thành viên, bao gồm: Trần Kiều Ân, Triệu Hồng Kiều (Tiểu Kiều), Lại Vy Như, Khuất Mân Khiết (Tiểu Khiết), Khâu Vỹ Phân (Man Đầu), Châu Lịch Sầm (Tử Tử) và Vương Vũ Tiệp. Trong 7 Flowers, Trần Kiều Ân đóng vai trò đồng trưởng nhóm với Triệu Hồng Kiều.
Các ca khúc của 7 Flowers thường được sử dụng làm nhạc nền cho một số bộ phim truyền hình nổi tiếng, như Vũ vương, Yêu phải nàng thiên kim và Hoàng tử ếch.
Trần Kiều Ân còn đồng thời là người đồng sáng tác các ca khúc như My Dear Friend và Say You Love Me. Cuối năm 2005, album đầu tay của "7 Flowers" đã được phát hành và bán được hơn 40.000 bản.
Trần Kiều Ân cũng tham gia thể hiện 3 ca khúc trong bộ phim Những người bạn thân, trong đó có một bản song ca với bạn diễn Minh Đạo, thành viên nhóm 183 Club.

## Tác Phẩm

### Âm nhạc

#### Sáng tác lời nhạc
| Thời gian phát hành | Tên bài hát           | Ghi chú                                                                                                 |
| 05/2004             | 《Too Young》         | Đồng sáng tác với Kha Trình Hùng, có trong "Ost Top on The Forbidden City"                              |
| 10/2005             | 《Say You Love Me》   | Đồng sáng tác với Toro Quách Vĩ Quân, Chu Thương Bác, có trong "Album đầu tiên cùng tên của 7 Flowers"  |
| 06/2012             | 《Thích được cô đơn》 | Nhạc phim "Đẳng cấp quý cô"                                                                             |
| 10/2012             | 《Không hiểu》        | Đồng sáng tác với Khương Thanh Hóa, Mã Đạt; bài hát được thể hiện trong vở kịch "Cô gái trên cây Sa Kê" |
| 10/2012             | 《Nghẹt thở》         | Đồng sáng tác với Khương Thanh Hóa, Mã Đạt; bài hát được thể hiện trong vở kịch "Cô gái trên cây Sa Kê" |

#### Đĩa đơn - Album
| Thời gian phát hành | Tên bài hát                    | Thể hiện | Ghi chú                                                     |
| 05/2004             | 《Too Young》                  | 7 Flower | Có trong "J.Stars 2004 Live Concert"                        |
| 06/2005             | 《Em chỉ muốn》                | 7 Flower | OST của phim 'Hoàng tử ếch'                                 |
| 06/2005             | 《Bye! Boy》                   | 7 Flower | OST của phim 'Hoàng tử ếch'                                 |
| 06/2005             | 《Nhắm mắt và nói thầm 3 lần》 | 7 Flowers, 183club | OST của phim 'Hoàng tử ếch'                                 |
| 10/2005             | 《First album of 7 Flower》    | 7 Flower |                                                             |
| 02/2006             | 《Mê cung》                    | 7 Flower | OST của phim 'Phép màu'                                     |
| 02/2006             | 《2 Sweet》                    | Trần Kiều Ân, Hoàng Ngọc Vinh                                                                                           | OST của phim 'Phép màu'                                     |
| 10/2006             | 《Không hiểu》                 | Trần Kiều Ân, K ONE | OST của phim 'Phép màu'                                     |
| 02/2007             | 《Kẹo bông》                   | 7 Flower | Có trong "KONE love story of Romeo and Juliet album"        |
| 08/2007             | 《Thực ra anh hiểu em》        | Trần Kiều Ân | OST của phim 'Anh Dã 3+1'                                   |
| 08/2007             | 《Bạn gái tàn bạo》            | Trần Kiều Ân | OST của phim 'Anh Dã 3+1'                                   |
| 08/2007             | 《Tin một lần nữa》            | Trần Kiều Ân, Minh Đạo                                                                                                  | OST của phim 'Anh Dã 3+1'                                   |
| 06/2012             | 《Thích được cô đơn》          | Trần Kiều Ân | Bài hát mở đầu của phim 'Đẳng cấp quý cô'                   |
| 10/2012             | 《Không hiểu》                 | Trần Kiều Ân | Bài hát được thể hiện trong vở kịch 'Cô gái trên cây Sa Kê' |
| 10/2012             | 《Nghẹt thở》                  | Đại hợp xướng | Bài hát được thể hiện trong vở kịch 'Cô gái trên cây Sa Kê' |
| 07/2016             | 《Bạn là thần tượng》          | Trần Kiều Ân, Triệu Nhã Chi, Lưu Gia Linh, Mạc Văn Úy, Tạ Na,Giang Nhất Yến, Hề Mộng Dao, Từ Kiều, Uông Hàm, Viên Hoằng | Bài hát chủ đề của show 'Chúng tôi đến rồi'                 |
| 12/2016             | 《Yes, I do》                  | Trần Kiều Ân | OST của phim 'Từ bỏ em, giữ chặt em'                        |
| 09/2018             | 《Tiếp đất thành đoàn》        | Trần Kiều Ân, Trương Hàn, Trình Tiêu, Đỗ Giang, Dương Địch                                                              | Hát trong Happy Camp (08/09/2018)                           |

#### Concerts
| Ngày diễn ra | Tên buổi biểu diễn         | Địa điểm  |
| 11/12/2004   | J.Stars 2004 Live Concert  | Singapore |
| 26/10/2006   | First Concert of 7 Flowers | Indonesia |

### Sân khấu kịch
| Ngày công diễn          | Tên vở kịch           | Nhân vật  | Đạo diễn | Địa điểm   | Nhà hát               | Số đêm biểu diễn |
| 19/10/2012 - 04/11/2012 | Cô gái trên cây Sa Kê | Trình Vận | Lý Lý    | Thượng Hải | Sân khấu lớn nhân dân | 16 đêm           |
| 10/01/2013 - 13/01/2013 | Cô gái trên cây Sa Kê | Trình Vận | Lý Lý    | Bắc Kinh   | Nhà hát lớn Poly      | 4 đêm            |
| 19/05/2015 - 31/05/2015 | Cô gái trên cây Sa Kê | Trình Vận | Lý Lý    | Thượng Hải | Shanghai Art Theater  | 12 đêm           |
| 04/06/2015 - 06/06/2015 | Cô gái trên cây Sa Kê | Trình Vận | Lý Lý    | Bắc Kinh   | Nhà hát lớn Poly      | 3 đêm            |
| 08/09/2016 - 11/09/2016 | Cô gái trên cây Sa Kê | Trình Vận | Lý Lý    | Thượng Hải | Majestic Theatre      | 4 đêm            |

### Phim

#### Phim điện ảnh
| Năm  | Tựa đề                                                             | Tựa đề tiếng Trung  | Vai                            |
| 2011 | The Allure of Tears - Nước mắt khuynh thành (Giọt nước mắt thứ ba) | 倾城之泪 (第三滴泪) | Trương Thái                    |
| 2012 | Happiness me too                                                   | 幸福迷途            | Tống Kỳ                        |
| 2014 | The Monkey King - Tây du ký: Đại náo Thiên cung                    | 西游记之大闹天宫    | Thiết Phiến công chúa          |
| 2014 | The suspicious - Kẻ Đáng Nghi Nhất                                 | 最佳嫌疑人          | An Kỳ Nhi                      |
| 2014 | Breaking The Waves - Kích Lãng Thanh Xuân                          | 激浪青春            | Nguyễn Tiểu Nguyệt             |
| 2014 | The Continent - Hậu hội vô kỳ                                      | 后会无期            | Châu Mạt                       |
| 2015 | The Queens - Tôi Là Nữ Vương                                       | 我是女王            | Trần Khải Đế (Candy)           |
| 2015 | Our Times - Thời Đại Thiếu Nữ Của Tôi                              | 我的少女時代        | Lâm Chân Tâm (lúc lớn)         |
| 2015 | Youth Never Returns - Nếu Thanh Xuân Không Giữ Lại Được            | 既然青春留不住      | Châu Tuệ                       |
| 2015 | Return of the Cuckoo - Ánh trăng mùng mười tháng năm               | 十月初五的月光      | Kì Kì                          |
| 2015 | Forever Love - Thời gian Bắc Kinh                                  | 北京时间            | Tiết Nha Lan                   |
| 2018 | Let's Cheat Together - Bí mật phu nhân thị trưởng                  | 市长夫人的秘密      | Liêu Nghiên Linh               |
| 2018 | Big Brother - Đại sư huynh                                         | 大師兄              | Lương Dĩnh Tâm (Cô giáo Lương) |
| 2019 | Into the Rainbow 3D - Theo đuổi cầu vồng                           | 源·彩虹             | Lian                           |
| 2023 | Có thể nào đừng rời xa em không?                                   | 可不可以不要離開我  | Lâm Phương Phi                 |
|      | Bạn - người dũng cảm                                               | 勇敢的你            | Phàn Hinh Hinh                 |

#### Phim truyền hình
| Năm  | Tựa đề                                         | Tựa đề tiếng Trung                  | Vai                                | Ghi Chú                                            |
| 2001 | Hoa oải hương                                  | 薰衣草                              | Tiểu Hủy                           |                                                    |
| 2002 | Người tình MVP                                 | MVP情人                             | Phương Diệc Tuyết (Barbie)         |                                                    |
| 2003 | Già trẻ lớn bé                                 | 老嫩大細                            | Lưu Kim Tinh                       |                                                    |
| 2003 | Ngàn vàng tiểu thư                             | 千金百分百                          | Lương Tiểu Phụng/ Trang Phi Dương  |                                                    |
| 2004 | Yêu phải nàng thiên kim                        | 愛上千金美眉                        | Ngải Bích (Albee)                  |                                                    |
| 2004 | Woman is Flower                                | 紅色女人花－別戀                    | La Xảo Vân                         |                                                    |
| 2005 | Nhà bác sĩ Big Bear                            | 大熊醫師家                          | Từ Tiểu Ân                         | Khách mời                                          |
| 2005 | Hoàng tử Ếch                                   | 王子變青蛙                          | Diệp Thiên Du                      |                                                    |
| 2005 | Sugo (phim truyền hình Philippines)            | Sugo (phim truyền hình Philippines) | Mei Li                             | Khách mời                                          |
| 2006 | Oẳn tù tì (Kéo, Búa, Bao)                      | 剪刀石頭布                          | Diệp Đóa Lệ                        |                                                    |
| 2007 | Anh Dã 3+1                                     | 櫻野三加一                          | Hạ Thiên                           |                                                    |
| 2008 | Định mệnh anh yêu em                           | 命中注定我愛你                      | Trần Hân Di (Elaine)               |                                                    |
| 2008 | Vô địch San Bảo muội                           | 無敵珊寶妹                          | Trần Hân Di (Elaine)               | Khách mời                                          |
| 2009 | Lời hứa dưới cây ngô đồng                      | 福氣又安康                          | Tạ Phúc An - Hoàng Xuân Hương      |                                                    |
| 2009 | Vũ điệu nào cho anh                            | 守著陽光，守著你                    | Đinh Tiểu Hàn                      |                                                    |
| 2010 | Huyện trưởng lão Diệp                          | 县长老叶                            | Phiêu Phiêu                        | Khách mời                                          |
| 2010 | Giai Kỳ như mộng                               | 佳期如梦                            | Vưu Giai Kỳ                        |                                                    |
| 2011 | Xuân quang xán lạn Trư Cửu Muội                | 春光灿烂猪九妹                      | Trư Cửu Muội                       |                                                    |
| 2012 | Đẳng cấp quý cô                                | 胜女的代价 (S.O.P女王)              | Lâm Hiểu Khiết                     |                                                    |
| 2013 | Tân Tiếu ngạo giang hồ                         | 笑傲江湖                            | Đông Phương Bất Bại                |                                                    |
| 2013 | Nữ nhân của Vua                                | 王的女人                            | Lữ Lạc                             | Nguyên mẫu Lã hậu                                  |
| 2015 | Cẩm Tú duyên Hoa Lệ Mạo Hiểm                   | 锦绣缘华丽冒险                      | Vinh Cẩm Tú/ Yoko Ono              |                                                    |
| 2015 | Vẫn cứ thích em                                | 偏偏喜欢你                          | Tiền Bảo Bảo                       |                                                    |
| 2016 | Mùa phẫu thuật thẩm mỹ                         | 整容季                              | Uông Văn Văn                       | Khách mời                                          |
| 2016 | Lấy chồng sống qua ngày                        | 嫁个老公过日子                      | Trần Giai Ngọc                     |                                                    |
| 2016 | Từ bỏ em giữ chặt em                           | 放弃我，抓紧我                      | Lệ Vi Vi                           | Nhà sản xuất                                       |
| 2016 | Ma thổi đèn – Tinh Tuyệt cổ thành              | 鬼吹灯之精绝古城                    | Shirley Dương/ Tinh Tuyệt nữ vương |                                                    |
| 2017 | Hạnh phúc của Thiên thần                       | 天使的幸福                          |                                    | Khách mời                                          |
| 2017 | Thanh đạm là mỹ vị nhân gian (Hơn cả tình yêu) | 人间至味是清欢                      | An Thanh Hoan                      |                                                    |
| 2017 | Truyền kỳ ông trùm                             | 传奇大亨                            | Điền Tiểu Lộ (Mai Côi)             | Xuất hiện với vai trò đặc biệt, nguyên mẫu Lâm Đại |
| 2019 | Độc Cô Hoàng hậu                               | 独孤皇后                            | Độc Cô Già La                      | Nhà sản xuất                                       |
| 2021 | Chí Khí Bay Cao                                | 壮志高飞                            | Ngô Địch                           | Được quay vào năm 2017                             |
| 2022 | Gặp em rực rỡ                                  | 遇见璀璨的你                        | Độc Cô Nhược Nam                   |                                                    |
| 2024 | Liệt diễm                                      | 烈焰                                | Bạch Lung                          | Xuất hiện với vai trò đặc biệt                     |
| 2024 | Mặc vũ vân gian                                | 墨雨云间                            | Quý Thục Nhiên                     | Khách mời đặc biệt đóng vai chính                  |
|      | Sơn hà chẩm                                    | 山河枕                              | Trưởng Công Chúa                   |                                                    |

#### Show thực tế
| Năm  | Tựa đề                               | Tập                    | Ghi chú          |
| 2009 | Happy camp                           | 10/01/2009             | Khách mời        |
| 2013 | Phi thường tính cự ly                | 09/05/2013             | Khách mời        |
| 2015 | Phi thường tính cự ly                | 1/04/2015              | Khách mời        |
| 2015 | Keep running                         | Phần 2 - Tập 5         | Khách mời        |
| 2015 | Keep running                         | Phần 3 - Tập 2         | Khách mời        |
| 2015 | Thử thách cực han                    | Phần 1 - Tập 1         | Khách mời        |
| 2016 | Toàn phong hiếu tử                   | 2016                   | Nhân vật cố định |
| 2016 | Chúng tôi đến rồi                    | Phần 1                 | Nhân vật cố định |
| 2016 | Phi thường tính cự ly                | 26/05/2016             | Khách mời        |
| 2016 | Thiên thiên hướng thượng             | 22/07/2016             | Khách mời        |
| 2016 | Xin nhờ tủ quần áo                   | (Tập 7) Tập 8          | Khách mời        |
| 2016 | 24 giờ                               | Phần 1 - Tập 3,4       | Khách mời        |
| 2016 | Happy camp                           | 16/01/2016             | Khách mời        |
| 2017 | Happy camp                           | 26/08/2017             | Khách mời        |
| 2017 | Bazaar show                          | Phần 4 - 9/1/2017      | Khách mời        |
| 2018 | Thế giới dũng cảm                    | 2018                   | Nhân vật cố định |
| 2018 | Thiên thiên hướng thượng             | 08/07/2018             | Khách mời        |
| 2018 | Căn bếp hoang dã                     | Tập 10                 | Khách mời        |
| 2018 | Đại hội dìm hàng                     | Phần 3 - Tập 5         | Khách mời        |
| 2018 | Happy camp                           | 23/06/2018             | Khách mời        |
| 2018 | Happy camp                           | 08/09/2018             | Khách mời        |
| 2019 | Happy camp                           | 20/04/2019             | Khách mời        |
| 2019 | Happy camp                           | 09/11/2019             | Khách mời        |
| 2019 | Hướng về cuộc sống                   | Phần 3 - Tập 6,7,8     | Khách mời        |
| 2019 | Cực hạn thanh xuân                   | Tập 7                  | Khách mời        |
| 2019 | Nhiệm vụ ngọt ngào                   | Tâp 40 (04/11)         | Khách mời        |
| 2019 | Tình yêu của con gái                 | Phần 2                 | Nhân vật cố định |
| 2020 | Câu hỏi lựa chọn đời người           | 08/01/2020             | Khách mời        |
| 2020 | Xin nhờ tủ lạnh                      | Phần 6 - (Tập 5) Tập 7 | Khách mời        |
| 2020 | Tôi muốn sống như vậy                | (Tập 7) Tập 8,9,10     | Khách mời        |
| 2020 | Hội chị em Sunny                     | Tập 9                  | Khách mời        |
| 2022 | Chuyến du lich lãng mạn của người vợ | Phần 6                 | Nhân vật cố định |
| 2023 | Xin chào thứ 7                       | 28/01/2023             | Khách mời        |
| 2023 | Hướng về cuộc sống                   | Phần 7 - Tập 4         | Khách mời        |
| 2023 | Manh thám tra án                     | Phần 3 - Tập 5, 6      | Khách mời        |
| 2023 | Chúng ta ăn nhịp với nhau            | 2023                   | Nhân vật cố định |
| 2023 | Cuộc sống tươi đẹp của chúng ta      | Tập 9, 10              | Khách mời        |
| 2024 | Keep running                         | Phần 12 - Tập 11       | Khách mời        |
| 2024 | Thái dương thị tập                   | 24/12/2024             | Khách mời        |

#### Phim ngắn
| Năm  | Tiêu đề                                                  | Tựa đề tiếng Trung           | Nhân vật            | Ghi chú                                   |
| 2012 | Dũng cảm yêu – Cuộc điện thoại tận thế                   | 勇敢愛之末日來電             | A Bảo               | Phim ngắn                                 |
| 2013 | Tân tiếu ngạo giang hồ, Đông Phương Bất Bại ngoại truyện | 笑傲江湖之東方不敗外傳       | Đông Phương Bất Bại | Quảng cáo, mô phỏng nhân vật game         |
| 2015 | Ngọa hổ tàng long: Sự kiện mùa thu                       | 臥虎藏龍之片場墜落事件大起底 |                     | Quảng cáo, mô phỏng nhân vật game         |
| 2016 | Toàn minh tinh thám án                                   | 全明星探案                   |                     | Quảng bá show về đề tài trình thám        |
| 2019 | Đừng để ma túy đánh lừa bạn                              | 別讓毒品騙了你               | Chân Chân           | Phim ngăn tuyên truyền phòng chống ma túy |

#### Lồng tiếng phim Hoạt hình
| Năm  | Tiêu đề               | Nhân vật |
| 2006 | Mùa săn - Open Season | Beth     |

#### Xuất hiện trong MV
| MV Âm nhạc | MV Âm nhạc                                                          | MV Nhạc Phim | MV Nhạc Phim                                                                          |
| Năm        | Nội dung                                                            | Năm          | Nội dung                                                                              |
| 2004       | 5566 -《C'est si bon》                                              | 2008         | Nguyên Nhược Lam, Ngô Trung Minh -《Giấy ghi chú tâm nguyện》（Định mệnh anh yêu em） |
| 2004       | JSTAR -《Chỉ vì yêu》                                               | 2008         | Cẩm Tú Nhị Trùng Xướng -《Hạnh phúc của em》（Định mệnh anh yêu em）                  |
| 2005       | JSTAR -《Phép màu của tình yêu》                                    | 2012         | Trương Kiệt -《Anh ấy không yêu tôi》（Dũng cảm yêu）                                 |
| 2005       | 7 Flowers -《Ai là người đẹp nhất》                                 | 2014         | Đặng Tử Kỳ -《Sau này không gặp lại》（Hậu hội vô kỳ）                                |
| 2005       | 7 Flowers, 183club -《Nhắm mắt và nói thầm 3 lần》                  | 2014         | Vạn Hiểu Lợi -《Nữ nhi tình》（Hậu hội vô kỳ）                                        |
| 2005       | 7 Flowers -《Em chỉ muốn》                                          | 2015         | Huỳnh Hiểu Minh -《Duyên》（Cẩm Tú duyên）                                            |
| 2005       | 7 Flowers, 183club -《Yêu cô ấy rất nhiều và nhớ anh ấy rất nhiều》 | 2015         | Thẩm Y Sa -《Thời quá cảnh thiên》（Cẩm Tú duyên）                                    |
| 2005       | 7 Flowers -《Cô gái ham tiền》                                      | 2015         | Lâm Hân Dương -《Yêu là tín ngưỡng》（Cẩm Tú duyên）                                  |
| 2005       | 7 Flowers -《Mỉm cười rồi buông tay》                               | 2015         | Jike Junyi -《Tôi là Nữ Vương》（Tôi là Nữ Vương）                                    |
| 2005       | 7 Flowers -《I Only Want to be With You》                           | 2015         | Hồ Hạ -《Thay Tôi Chăm Sóc Cô Ấy》（Tôi là Nữ Vương）                                 |
| 2006       | JSTAR -《Năm mới vui vẻ》                                           | 2015         | Phẩm Quan -《May Là Còn Có Em》（Nếu thanh xuân không giữ lại được）                  |
| 2006       | K ONE, Trần Kiều Ân -《Không hiểu》                                 | 2015         | Tần Sóc, Tang Thiên Sóc -《Sắc đêm》（Nếu thanh xuân không giữ lại được）             |
| 2007       | JSTAR -《Rock'n roll muôn năm》                                     | 2016         | Trần Kiều Ân -《Yes, I do》（Từ bỏ em, giữ chặt em）                                  |
| 2007       | 7 Flowers -《Kẹo bông》                                             |              |                                                                                       |
| 2007       | Trần Kiều Ân -《Thực ra anh hiểu em》                               |              |                                                                                       |
| 2007       | Minh Đạo,Trần Kiều Ân -《Tin một lần nữa》                          |              |                                                                                       |
| 2008       | Quang Lương -《Bên tay phải》                                       |              |                                                                                       |
| 2010       | Quách Tịnh -《Trò chuyện》                                          |              |                                                                                       |
| 2010       | Dương Thiên Hoa -《Phụ nữ tuổi ba mươi》                            |              |                                                                                       |
| 2019       | La Chí Tường -《La Chí Tường》                                      |              |                                                                                       |
| 2019       | Hồ Hạ -《Đọc hiểu tình yêu》                                        |              |                                                                                       |
| 2021       | Trương Kiệt -《Bản năng hạnh phúc》                                 |              |                                                                                       |

### Sáng tác & Xuất bản sách
| Năm xuất bản | Tên sách                                                            | Nhà xuất bản                            | Ngày xuất bản | ISBN               | Số trang | Ghi chú                        |
| 2007         | 《Kế hoạch tác chiến mạo hiểm của Tăng Quốc Thành và Trần Kiều Ân》 | Phóng điện nhân văn                     | 02/08         | ISBN 9789868353718 | 144      |                                |
| 2008         | 《Kiều có thấy không》                                              | Sharp Point Press                       | 04/04         | ISBN 9789571038339 | 96       |                                |
| 2009         | 《Kiều gặp Paris》                                                  | Kate Book Publishing                    | 26/06         | ISBN 9789866606489 | 192      | Bản thông thường, bản giới hạn |
| 2009         | 《Kiều gặp Paris》 (Bản đầu tiên bằng tiếng Trung giản thể)         | Nhà xuất bản Phụ nữ và Thiếu nhi Bắc Bộ | 01/08         | ISBN 9787538540567 | 165      |                                |
| 2011         | 《Kiều gặp mèo》                                                    | Kate Book Publishing                    | 22/06         | ISBN 9789866175299 | 176      | Bản thông thường, bản giới hạn |
| 2013         | 《Kiều gặp mèo》 (Bản tiếng Trung giản thể)                         | Nhà xuất bản Lệ Giang                   | 01/04         | ISBN 9787540759773 | 171      |                                |
| 2013         | 《Kiều gặp Paris》 (Bản thứ hai bằng tiếng Trung giản thể)          | Nhà xuất bản Hoa Thành                  | 13/08         | ISBN 9787536068353 | 176      |                                |

### Đại ngôn - Quảng cáo

#### Nhãn hiệu
| Năm  | Thương hiệu           | Dòng sản phẩm                 | Danh hiệu                                           |
| 2007 | DM-CAT                | Đồng hồ                       | Đại diện phát ngôn thương hiệu                      |
| 2008 | Twelve day II         | Game                          | Đại diện phát ngôn thương hiệu                      |
| 2009 | Ladies                | Nội y                         | Đại diện phát ngôn thương hiệu                      |
| 2009 | Avon                  | Mỹ phẩm                       | Đại diện phát ngôn thương hiệu                      |
| 2009 | Master Kong           | Trà xanh                      | Đại diện phát ngôn thương hiệu                      |
| 2010 | STOCKTON              | Trang phục                    | Đại diện phát ngôn thương hiệu                      |
| 2012 | Burner                | Thực phẩm chức năng           | Đại diện phát ngôn thương hiệu                      |
| 2012 | F.A.Y.E               | Thời trang                    | Đại diện phát ngôn thương hiệu                      |
| 2012 | COLLAGEN+             | Trung tâm Da Laser Y tế       | Đại diện phát ngôn thương hiệu                      |
| 2013 | Tiếu Ngạo Giang Hồ    | Game                          | Đại diện phát ngôn thương hiệu                      |
| 2014 | COGI                  | Mỹ phẩm                       | Đại diện phát ngôn thương hiệu                      |
| 2015 | Ngọa hổ tàng long     | Game                          | Đại diện phát ngôn thương hiệu                      |
| 2015 | Anmina                | Mỹ phẩm                       | Đại diện phát ngôn thương hiệu                      |
| 2015 | DIASENN               | Trang sức                     | Đại diện phát ngôn thương hiệu                      |
| 2017 | Đạo hữu xin dừng bước | Game                          | Đại diện phát ngôn thương hiệu                      |
| 2019 | Zhihu - 植护          | Sản phẩm gia dụng từ tự nhiên | Đại sứ thương hiệu                                  |
| 2020 | Tmall Genie           | Loa thông minh                | Đại sứ giọng nói toàn diện đầu tiên của Tmall Genie |
| 2020 | A Little M-Tea        | Trà sữa                       | Đại diện phát ngôn thương hiệu                      |
| 2020 | DÉESSE VIVANTE        | Thực phẩm chức năng           | Đại diện phát ngôn thương hiệu                      |
| 2020 | Fu Yanjie             | Dung dịch vệ sinh phụ nữ      | Đại diện phát ngôn thương hiệu                      |
| 2021 | Grand Frix            | Đồng hồ                       | Đại diện phát ngôn thương hiệu                      |

#### Đại sứ công ích
| Thời gian  | Hoạt động công ích | Địa điểm   |
| 08/09/2018 | Người Hành Thiện   | Bắc Kinh   |
| 20/04/2019 | Người Hành Thiện   | Thành Đô   |
| 13/10/2019 | Người Hành Thiện   | Bắc Kinh   |
| 21/12/2019 | Người Hành Thiện   | Quảng Châu |
| 22/05/2021 | Người Hành Thiện   | Thành Đô   |
| 16/10/2021 | Người Hành Thiện   | Bắc Kinh   |

## Giải thưởng

### Âm nhạc
| Năm  | Giải thưởng                                   | Hạng mục                    | Đề cử    | Kết quả   |
| 2006 | Bảng xếp hạng giai điệu vàng Hoa Ngữ của TVBS | Nhóm nhạc nữ tiềm năng nhất | 7 Flower | Đoạt giải |

### Điện ảnh - Truyền Hình
| Năm  | Giải thưởng                                                                                       | Hạng mục                                                                                          | Đề cử                             | Kết quả   |
| 2006 | Danh sách Văn học và Nghệ thuật Trung Quốc lần thứ nhất của CCTV                                  | Nữ diễn viên phim truyền hình Hồng Kông và Đài Loan                                               | Hoàng tử ếch                      | Đoạt giải |
| 2007 | Giải thưởng ánh sáng Tencent lần thứ 2                                                            | Nữ diễn viên phim truyền hình Đài Loan nổi tiếng nhất                                             | Hoàng tử ếch                      | Đoạt giải |
| 2008 | Giải thưởng ánh sáng Tencent lần thứ 3                                                            | Nữ diễn viên truyền hình HK - TW của năm khu vực                                                  |                                   | Đoạt giải |
| 2008 | Giải thưởng Chuông Vàng lần thứ 43                                                                | Nữ chính xuất sắc nhất                                                                            | Định mệnh anh yêu em              | Đề cử     |
| 2008 | Liên hoan phim và truyền hình Đài Bắc lần thứ 5                                                   | Nữ hoàng phim thần tượng                                                                          | Định mệnh anh yêu em              | Đoạt giải |
| 2010 | Giải thưởng Hoa Đỉnh lần thứ 4                                                                    | Nữ diễn viên chính xuất sắc nhất hạng mục Thành thị                                               | Định mệnh anh yêu em              | Đoạt giải |
| 2010 | Danh sách xếp hạng Hoa ngữ toàn cầu lần thứ 14 và có ảnh hưởng Châu Á                             | Nữ diễn viên phim truyền hình Đài Loan xuất sắc nhất                                              |                                   | Đoạt giải |
| 2010 | Giải thưởng ánh sáng Tencent lần thứ 5                                                            | Nữ diễn viên HK - TW được yêu thích nhất                                                          |                                   | Đoạt giải |
| 2012 | Giải thưởng Hoa Đỉnh lần thứ 8                                                                    | Nghệ sĩ được khán giả toàn quốc yêu thích nhất                                                    |                                   | Đề cử     |
| 2012 | Giải thưởng Hoa Đỉnh lần thứ 8                                                                    | Nữ diễn viên - thần tượng Trung Quốc có nỗ lực nhất                                               | Đẳng cấp quý cô                   | Đề cử     |
| 2012 | Liên hoan phim LeTV lần 3                                                                         | Nữ diễn viên HK - TW được săn đón nhất                                                            |                                   | Đoạt giải |
| 2012 | Liên hoan phim Thần tượng châu Á lần thứ nhất                                                     | Nhân vật kinh điển thuộc thần tượng Châu Á - Niên đại 00                                          | Định mệnh anh yêu em              | Đoạt giải |
| 2013 | Lễ trao giải Baidu 2013                                                                           | Nữ diễn viên có thành tựu vượt bậc nhất                                                           |                                   | Đoạt giải |
| 2013 | Liên hoan phim Thần tượng châu Á lần thứ 2                                                        | Nữ diễn viên HK - TW nổi tiếng nhất                                                               |                                   | Đoạt giải |
| 2013 | Lễ trao giải Quốc Kịch Thịnh Điển lần thứ 5                                                       | Nữ diễn viên điện ảnh HK - TW nổi tiếng nhất                                                      | Tân tiếu ngạo giang hồ            | Đoạt giải |
| 2013 | Liên hoan khán giả truyền hình Trung Quốc lần thứ 8                                               | Nữ diễn viên truyền hình được khán giả yêu thích nhất                                             | Tân tiếu ngạo giang hồ            | Đoạt giải |
| 2013 | Liên hoan truyền hình sinh viên đại học Trung Quốc lần thứ 4                                      | Nữ diễn viên truyền hình được yêu thích nhất trong giới sinh viên đại học                         | Tân tiếu ngạo giang hồ            | Đề cử     |
| 2013 | Giải thưởng thung lũng phim truyền hình hiện đại 2013 và lễ trao giải kịch của năm lần thứ 4      | Nữ diễn viên mới của năm                                                                          | Kịch 'Cô gái trên cây Sa Kê'      | Đề cử     |
| 2014 | Đêm hội Iqiyi Scream 2015                                                                         | Diễn viên chính HK - TW xuất sắc nhất trong phim truyền hình                                      |                                   | Đoạt giải |
| 2014 | Lễ trao giải thường niên của Star Power List 2014                                                 | Nữ diễn viên HK - TW được yêu thích nhất                                                          |                                   | Đoạt giải |
| 2014 | Bầu chọn thường niên phim truyền hình vệ tinh Hồ Nam 2013                                         | Vai phụ được yêu thích nhất                                                                       | Tân tiếu ngạo giang hồ            | Đoạt giải |
| 2014 | Bảng xếp hạng giải trí trên phương tiện di động lần thứ 3                                         | Nữ diễn viên phim truyền hình được yêu thích nhất                                                 | Nữ nhân của vua                   | Đoạt giải |
| 2015 | Giải thưởng truyền thông của Liên hoan phim Quốc tế Thượng Hải lần thứ 18                         | Nữ diễn viên chính xuất sắc nhất                                                                  | Nếu Thanh Xuân Không Giữ Lại Được | Đề cử     |
| 2015 | Giải thưởng nghệ thuật biểu diễn sân khấu quốc tế Danny Bắc Kinh lần thứ 4                        | Nữ diễn viên chính xuất sắc nhất                                                                  | Kịch 'Cô gái trên cây Sa Kê'      | Đoạt giải |
| 2015 | Giải Hoa Đỉnh lần thứ 17                                                                          | Nữ diễn viên chính xuất sắc nhất thể loại phim Dân Quốc                                           | Cẩm Tú duyên Hoa lệ mạo hiểm      | Đoạt giải |
| 2015 | Lễ trao giải Quốc Kịch Thịnh Điển lần thứ 7                                                       | Nữ diễn viên có giá trị thương mại nhất của năm                                                   |                                   | Đoạt giải |
| 2015 | Lễ trao giải thường niên của Star Power List 2015                                                 | Nữ diễn viên HK - TW được yêu thích nhất                                                          |                                   | Đoạt giải |
| 2016 | Lễ trao giải chất lượng phim truyền hình Trung Quốc                                               | Nữ diễn viên có sức hút nhất năm                                                                  |                                   | Đoạt giải |
| 2016 | Giải Hoa Đỉnh lần thứ 19                                                                          | Nữ diễn viên chính xuất sắc nhất trong phim truyền hình cận đại                                   | Vẫn cứ thích em                   | Đề cử     |
| 2016 | NetEase thịnh điển: Nhân vật có thái độ tốt                                                       | Nữ hoàng điện ảnh và truyền hình có thái độ tốt nhất năm                                          |                                   | Đoạt giải |
| 2016 | Lễ trao giải Quốc Kịch Thịnh Điển lần thứ 8                                                       | Nữ diễn viên có ảnh hưởng nhất trên nhiều màn ảnh                                                 |                                   | Đoạt giải |
| 2017 | Đêm hội Weibo 2016                                                                                | Diễn viên có thực lực nhất của năm.                                                               |                                   | Đoạt giải |
| 2017 | Giải thưởng diễn viên truyền hình Trung Quốc 2016                                                 | Diễn viên xuất sắc nhất                                                                           |                                   | Đoạt giải |
| 2017 | Danh sách xếp hạng giá trị toàn diện cho nữ diễn viên điện ảnh và truyền hình Trung Quốc năm 2016 | Danh sách xếp hạng giá trị toàn diện cho nữ diễn viên điện ảnh và truyền hình Trung Quốc năm 2016 |                                   | 5th       |

### Giải thưởng khác
| Năm  | Giải thưởng | Hạng mục | Kết quả   |
| 2008 | Lễ hội giải trí thời trang Hercynian đầu tiên của Trung Quốc                                                       | Giải thưởng nghệ sĩ biểu tượng thời trang                                                                          | Đoạt giải |
| 2009 | 50 người đẹp nhất trên trái đất 2008 bởi Sohu Entertainment                                                        | 50 người đẹp nhất trên trái đất 2008 bởi Sohu Entertainment                                                        | 23rd      |
| 2009 | Bách khoa toàn thư về người nổi tiếng Đài Loan 2008-2009                                                           | Người nổi tiếng có văn hóa điển hình của năm                                                                       | Đoạt giải |
| 2012 | Tuyển chọn những nhân vật truyền cảm hứng cho giới trẻ 2012                                                        | Người truyền cảm hứng cho giới trẻ của năm                                                                         | Đề cử     |
| 2012 | Lễ trao giải 10 nhân vật nổi tiếng hàng đầu châu Á của Đài truyền hình vệ tinh giải trí Trung Quốc lần thứ 3       | Top 10 Người nổi tiếng của truyền hình Hoa ngữ ở châu Á                                                            | Đoạt giải |
| 2013 | Giải thưởng truyền thông quốc gia đầu tiên của Oscar Trung Quốc UGC                                                | Nghệ sĩ thần tượng của năm                                                                                         | Đoạt giải |
| 2014 | Bầu chọn nữ thần toàn quốc của Baidu                                                                               | Đứng thứ nhất cho lần bầu của tháng đầu tiên (với 3,131,819 phiếu bầu)                                             | Đoạt giải |
| 2015 | Danh sách phim truyền hình dài tập Trung Quốc thu hút khán giả nhất (Cẩm Tú duyên Hoa lệ mạo hiểm,Vẫn cứ thích em) | Danh sách phim truyền hình dài tập Trung Quốc thu hút khán giả nhất (Cẩm Tú duyên Hoa lệ mạo hiểm,Vẫn cứ thích em) | Đoạt giải |
| 2015 | Ngôi sao thời trang của năm - Star Show 2015                                                                       | Nữ nghệ sĩ được yêu thích nhất của năm                                                                             | Đoạt giải |
| 2015 | NetEase thịnh điển: Nhân vật có thái độ tốt                                                                        | Nữ nghệ sỹ toàn năng có thái độ tốt nhất năm                                                                       | Đoạt giải |
| 2016 | Ngôi sao thời trang của năm - Star Show 2016                                                                       | Nhân vật thời trang hot nhất trong năm                                                                             | Đoạt giải |
| 2016 | Lễ trao giải Mỹ lệ tiếu giai nhân 2016                                                                             | Nhân vật phong vân có sức ảnh hưởng nhất trong giới giải trí                                                       | Đoạt giải |
| 2016 | Lễ trao giải Youku 2016                                                                                            | Nữ thần có vẻ đẹp đáng kinh ngạc‬ nhất của năm                                                                      | Đoạt giải |
| 2016 | Lễ trao giải Phong vân clip di động 2016                                                                           | Nhân vật phong vân bách biến của năm                                                                               | Đoạt giải |
| 2017 | Giá trị doanh nghiệp nổi tiếng nhất của Trung Quốc năm 2017                                                        | Giá trị doanh nghiệp nổi tiếng nhất của Trung Quốc năm 2017                                                        | 36th      |
| 2018 | Lễ trao giải MAHB - Quý Ông Của Năm lần thứ 15                                                                     | Nghệ sĩ HK - TW kiệt xuất của năm                                                                                  | Đoạt giải |
| 2019 | Youture Không thể giới hạn                                                                                         | Diễn viên có ảnh hưởng nhất                                                                                        | Đoạt giải |

### Forbes China Celebrity 100
| Năm  | Xếp hạng | Nguồn  |
| 2013 | 99th     |        |
| 2014 | 65th     | [ 23 ] |
| 2015 | 61st     | [ 24 ] |
| 2017 | 51st     | [ 25 ] |